# Dylan Armstrong
Dylan Armstrong (ur. 15 stycznia 1981 w Kamloops) – kanadyjski lekkoatleta specjalizujący się obecnie w pchnięciu kulą.
Brązowy medalista igrzysk olimpijskich w 2008 roku w Pekinie (po dyskwalifikacji Andreja Michniewicza), w 2012 w Londynie był piąty. Startował na mistrzostwach świata oraz z sukcesami na dużych imprezach międzynarodowych takich jak igrzyska panamerykańskie czy igrzyskach Wspólnoty Narodów. Wielokrotny medalista mistrzostw Kanady oraz sześciokrotny rekordzista kraju.

## Kariera
Treningi lekkoatletyczne rozpoczął od skoku wzwyż. Na początku profesjonalnej kariery oprócz pchnięcia kulą startował także w rzucie dyskiem oraz młotem. W 1999 podczas mistrzostw panamerykańskich juniorów zdobył złoto w rzucie młotem oraz srebro w pchnięciu kulą. Rywalizując w rzucie młotem zdobył srebrny medal podczas mistrzostw świata juniorów w 2000 (na tej samej imprezie odpadł w eliminacjach rzutu dyskiem). Od 2004 postanowił skupić się na pchnięciu kulą – pierwszy sukces międzynarodowy w tej konkurencji odniósł w 2007 zdobywając złoto igrzysk panamerykańskich, a miesiąc później był dziewiąty na światowym czempionacie. Zimą 2008 nie awansował do finału halowych mistrzostw świata. Podczas igrzysk olimpijskich w Pekinie (2008) początkowo zajął czwartą lokatę, przegrywając z Białorusinem Andrejem Michniewiczem zaledwie o jeden centymetr i wynikiem 21,04 poprawiając własny rekord Kanady, ale w 2013 roku poinformowano o przyznaniu brązowego medalu Armstrongowi ze względu na dożywotnią dyskwalifikację i anulowanie rezultatów Białorusina począwszy od 2005 roku. W 2010 roku zajął odległe miejsce w eliminacjach i nie awansował do finału globalnego czempionatu. Ponownie tuż za podium – na czwartej lokacie – uplasował się podczas halowych mistrzostw świata w 2010. Na koniec sezonu wywalczył złoty medal igrzysk Wspólnoty Narodów. Podczas mistrzostw świata w Taegu (2011) zdobył srebrny medal przegrywając złoto w ostatniej kolejce z Niemcem Davidem Storlem. Zwycięzca łącznej punktacji Diamentowej Ligi 2011 w pchnięciu kulą. Sezon zakończył zwycięstwem w igrzyskach panamerykańskich. W 2013 zdobył brąz na mistrzostwach świata w Moskwie. Jego trenerem jest jeden z najwybitniejszych młociarzy w historii – Anatolij Bondarczuk.
Rekordy życiowe: stadion – 22,21 m (25 czerwca 2011, Calgary); hala – 21,39 m (13 marca 2010, Doha). Rezultaty Armstronga są aktualnymi rekordami Kanady. 6 lipca 2000 we Flagstaff z wynikiem 70,66 m ustanowił rekord Ameryki Północnej i Karaibów juniorów w rzucie młotem.

## Osiągnięcia
| Rok  | Impreza                              | Miejsce        | Lokata            | Wynik |
| ---- | ------------------------------------ | -------------- | ----------------- | ----- |
| 1999 | Mistrzostwa panamerykańskie juniorów | Tampa          | 2. miejsce        | 16,16 |
| 2007 | Igrzyska panamerykańskie             | Rio de Janeiro | 1. miejsce        | 20,10 |
| 2007 | Mistrzostwa świata                   | Osaka          | 9. miejsce        | 20,23 |
| 2008 | Halowe mistrzostwa świata            | Walencja       | el. – 15. miejsce | 19,56 |
| 2008 | Igrzyska olimpijskie                 | Pekin          | 3. miejsce        | 21,04 |
| 2008 | Światowy finał lekkoatletyczny IAAF  | Stuttgart      | 7. miejsce        | 19,30 |
| 2009 | Mistrzostwa świata                   | Berlin         | el. – 17. miejsce | 19,86 |
| 2009 | Światowy finał lekkoatletyczny IAAF  | Saloniki       | 8. miejsce        | 19,61 |
| 2010 | Halowe mistrzostwa świata            | Doha           | 4. miejsce        | 21,39 |
| 2010 | Puchar interkontynentalny            | Split          | 5. miejsce        | 19,70 |
| 2010 | Igrzyska Wspólnoty Narodów           | Nowe Delhi     | 1. miejsce        | 21,02 |
| 2011 | Mistrzostwa świata                   | Daegu          | 2. miejsce        | 21,64 |
| 2011 | Igrzyska panamerykańskie             | Guadalajara    | 1. miejsce        | 21,30 |
| 2012 | Halowe mistrzostwa świata            | Stambuł        | el. – 9. miejsce  | 19,84 |
| 2012 | Igrzyska olimpijskie                 | Londyn         | 5. miejsce        | 20,93 |
| 2013 | Mistrzostwa świata                   | Moskwa         | 3. miejsce        | 21,34 |